# Kojetice (Vysočina)
Kojetice (in tedesco Kojetitz) è un comune della Repubblica Ceca facente parte del distretto di Třebíč, nella regione di Vysočina.